# Vågsjö
Vågsjö är en kommundel i nordöstra delen av Täby kommun, Stockholms län, på västra sidan av Ullnasjön norr om Arninge. Den gränsar i norr till Vallentuna kommun, i öster till Ullnasjön, i söder till Arninge och i väster till Löttingelund. Inom området finns bland annat Arninge golfbana  och Ullna koloniområde . Ingen tätbebyggelse förekommer.
Området utgjorde ursprungligen en del av Östra Ryds socken. Gården Vågsjö var en arrendegård under Rydboholms slott . Vid en gränsreglering 1956 överfördes Vågsjö från Österåkers landskommun till Täby köping. Det överförda området omfattade 2,88 km² (varav 2,45 km² land) med 14 invånare. 
Den gamla Roslagsvägen mellan Stockholm och Norrtälje löpte genom Vågsjö. Den är numera en lokalväg, avstängd för genomfart.  2008 öppnades Norrortsleden för trafik genom området.